# جو ماکا
جو ماکا (انگلیسی: Joe Maca; ۲۸ سپتامبر ۱۹۲۰ – ۱۳ ژوئیهٔ ۱۹۸۲) بازیکن فوتبال بلژیکی‌تبار اهل ایالات متحده آمریکا بود.
وی همچنین در تیم ملی فوتبال ایالات متحده آمریکا بازی کرده‌است.